# Bernadets
Pour les articles homonymes, voir Bernadets.
Bernadets [bɛʁnadɛts] est une commune française, située dans le département des Pyrénées-Atlantiques en région Nouvelle-Aquitaine.

## Géographie

### Localisation
La commune de Bernadets se trouve dans le département des Pyrénées-Atlantiques, en région Nouvelle-Aquitaine.
Elle se situe à 13 km par la route de Pau, préfecture du département, et à 4 km de Morlaàs, bureau centralisateur du canton du Pays de Morlaàs et du Montanérès dont dépend la commune depuis 2015 pour les élections départementales.
La commune fait en outre partie du bassin de vie de Pau.
Les communes les plus proches sont : 
Saint-Castin (1,4 km), Maucor (2,4 km), Higuères-Souye (2,4 km), Anos (2,6 km), Buros (3,1 km), Barinque (3,8 km), Saint-Jammes (3,8 km), Morlaàs (4,1 km).
Sur le plan historique et culturel, Bernadets fait partie de la province du Béarn, qui fut également un État et qui présente une unité historique et culturelle à laquelle s’oppose une diversité frappante de paysages au relief tourmenté.

### Communes limitrophes
Les communes limitrophes sont  Barinque, Higuères-Souye, Maucor, Saint-Armou, Saint-Castin et Saint-Jammes.
|              | Saint-Armou | Barinque       |
| Saint-Castin | Bernadets   | Higuères-Souye |
|              | Maucor      | Saint-Jammes   |

### Hydrographie

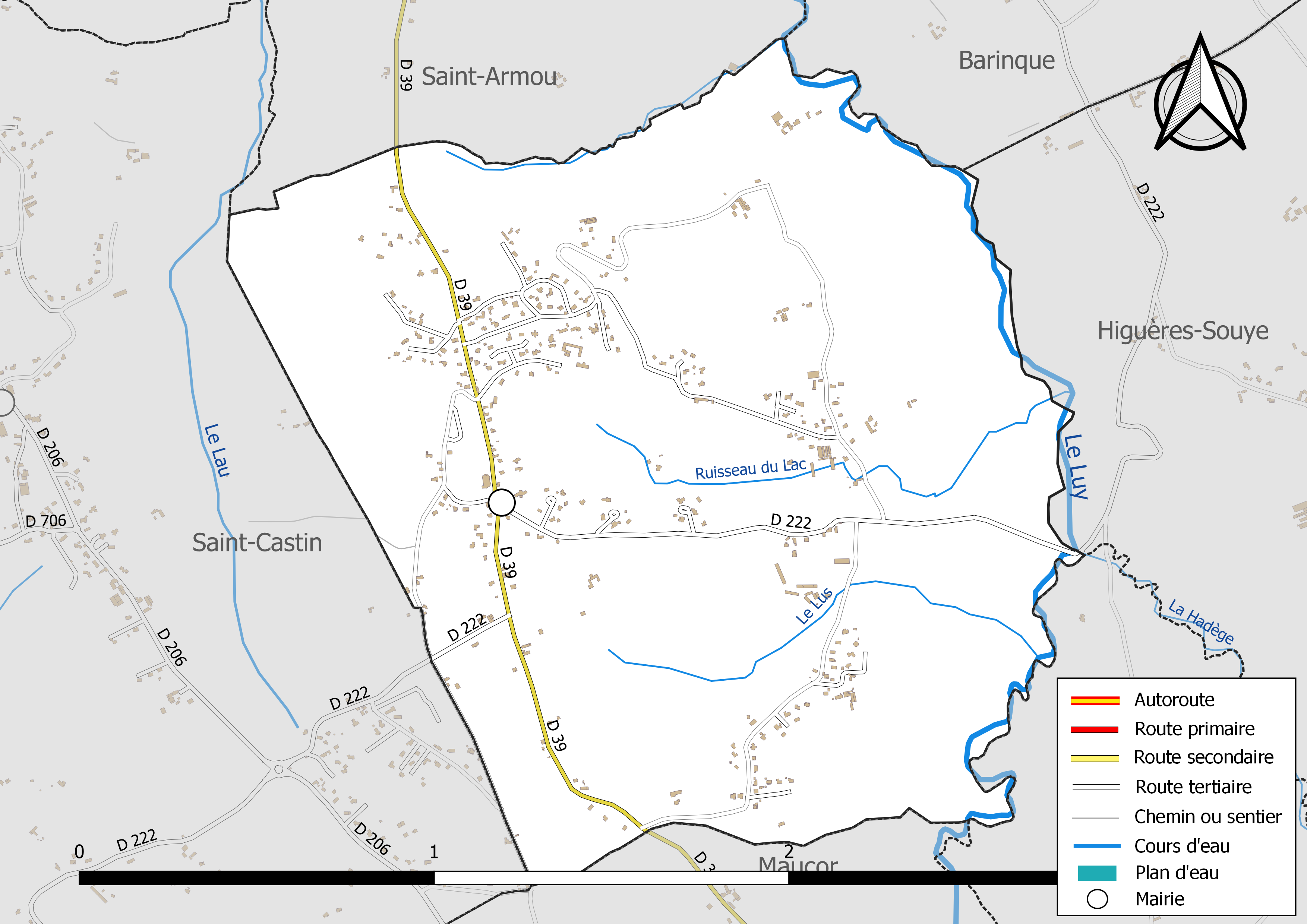
Réseaux hydrographique et routier de Bernadets.

La commune est drainée par le Luy, la Hadège, le Lus, le ruisseau du Lac, et par divers petits cours d'eau, constituant un réseau hydrographique de 6 km de longueur totale,.
Le Luy, d'une longueur totale de 154,5 km, prend sa source dans la commune d'Espoey et s'écoule d'est en ouest. Il traverse la commune et se jette dans l'Adour à Rivière-Saas-et-Gourby, après avoir traversé 65 communes.

### Climat
Pour des articles plus généraux, voir Climat de la Nouvelle-Aquitaine et Climat des Pyrénées-Atlantiques.
Historiquement, la commune est exposée à un climat de montagne.  
En 2020, Météo-France publie une typologie des climats de la France métropolitaine dans laquelle la commune est toujours exposée à un climat de montagne et est dans la région climatique Pyrénées atlantiques, caractérisée par une pluviométrie élevée (>1 200 mm/an) en toutes saisons, des hivers très doux (7,5 °C en plaine) et des vents faibles.
Pour la période 1971-2000, la température annuelle moyenne est de 12,9 °C, avec une amplitude thermique annuelle de 14,9 °C. Le cumul annuel moyen de précipitations est de 1 153 mm, avec 11,7 jours de précipitations en janvier et 7,7 jours en juillet. Pour la période 1991-2020, la température moyenne annuelle observée sur la station météorologique la plus proche, située sur la commune d'Uzein à 12 km à vol d'oiseau, est de 13,7 °C et le cumul annuel moyen de précipitations est de 1 093,8 mm,. Pour l'avenir, les paramètres climatiques de la commune estimés pour 2050 selon différents scénarios d’émission de gaz à effet de serre sont consultables sur un site dédié publié par Météo-France en novembre 2022.

### Milieux naturels et biodiversité
Aucun espace naturel présentant un intérêt patrimonial n'est recensé sur la commune dans l'inventaire national du patrimoine naturel,,.

## Urbanisme

### Typologie
Au 1er janvier 2024, Bernadets est catégorisée commune rurale à habitat dispersé, selon la nouvelle grille communale de densité à sept niveaux définie par l'Insee en 2022.
Elle est située hors unité urbaine. Par ailleurs la commune fait partie de l'aire d'attraction de Pau, dont elle est une commune de la couronne,. Cette aire, qui regroupe 227 communes, est catégorisée dans les aires de 200 000 à moins de 700 000 habitants,.

### Occupation des sols

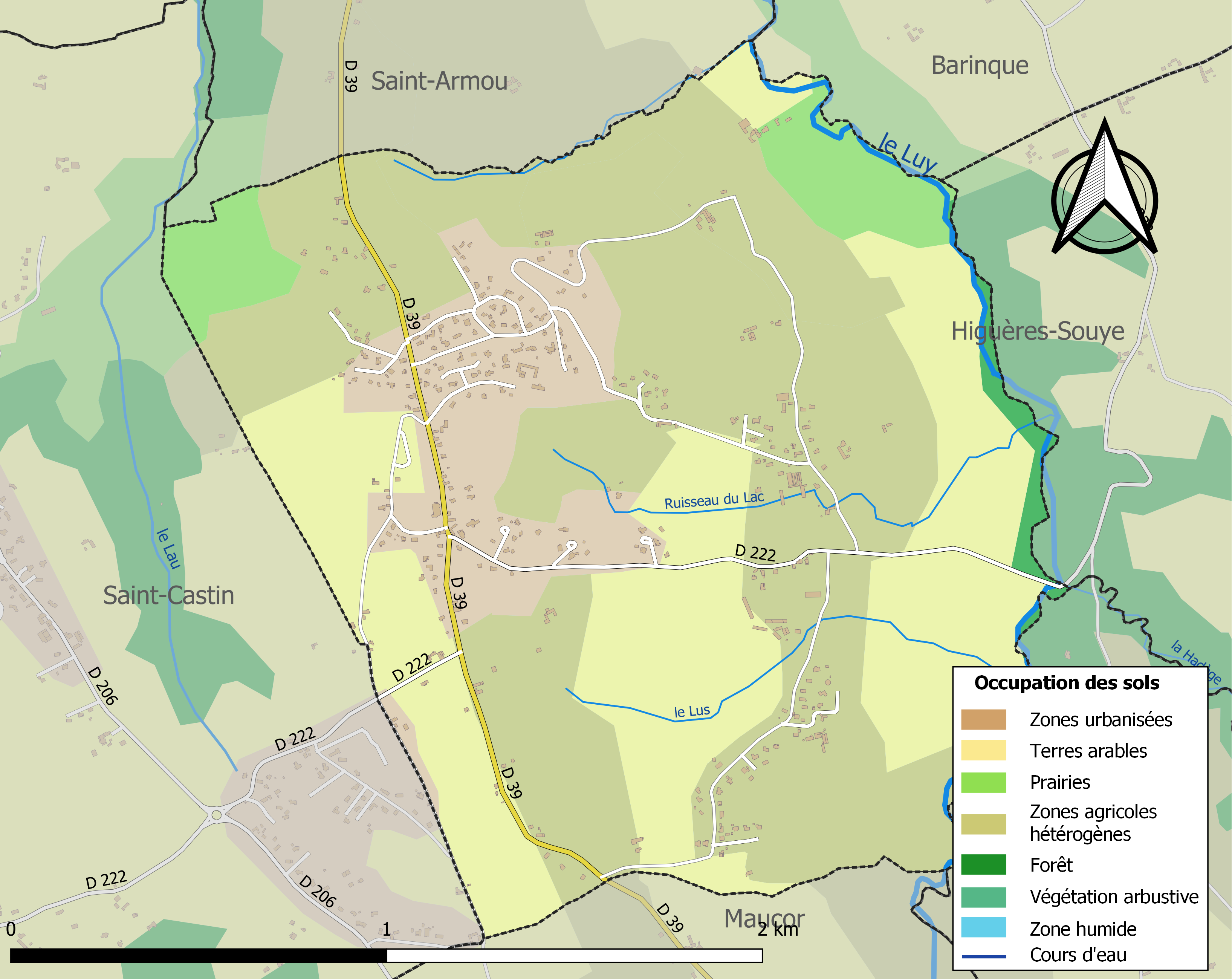
Carte des infrastructures et de l'occupation des sols de la commune en 2018 (CLC).

L'occupation des sols de la commune, telle qu'elle ressort de la base de données européenne d’occupation biophysique des sols Corine Land Cover (CLC), est marquée par l'importance des territoires agricoles (84,9 % en 2018), en diminution par rapport à 1990 (98,3 %). La répartition détaillée en 2018 est la suivante : 
zones agricoles hétérogènes (48 %), terres arables (31,6 %), zones urbanisées (13,3 %), prairies (5,4 %), forêts (1,7 %). L'évolution de l’occupation des sols de la commune et de ses infrastructures peut être observée sur les différentes représentations cartographiques du territoire : la carte de Cassini (XVIIIe siècle), la carte d'état-major (1820-1866) et les cartes ou photos aériennes de l'IGN pour la période actuelle (1950 à aujourd'hui).

### Lieux-dits et hameaux
- Bousquet[6]
- Camblong[6]
- Camdessus[6]
- Capdeboscq[6]
- Carreau[6]
- Cataly[6]
- Cazaucurt[6]
- Clément[23]
- Darré[6]
- Gélizé[6]
- Heuga[6]
- Lahonde[6]
- Lauret[6]
- Mieyaa[6]
- Noutary[6]
- Partaix[6]
- Pouey[6]
- Touyarot[24],[6]

### Voies de communication et transports
La commune est desservie par les routes départementales D 39 et D 222.

### Risques majeurs
Le territoire de la commune de Bernadets est vulnérable à différents aléas naturels : météorologiques (tempête, orage, neige, grand froid, canicule ou sécheresse), inondations et séisme (sismicité modérée). Un site publié par le BRGM permet d'évaluer simplement et rapidement les risques d'un bien localisé soit par son adresse soit par le numéro de sa parcelle.
Certaines parties du territoire communal sont susceptibles d’être affectées par le risque d’inondation par une crue torrentielle ou à montée rapide de cours d'eau, notamment le Luy. La commune a été reconnue en état de catastrophe naturelle au titre des dommages causés par les inondations et coulées de boue survenues en 1982 et 2009,.

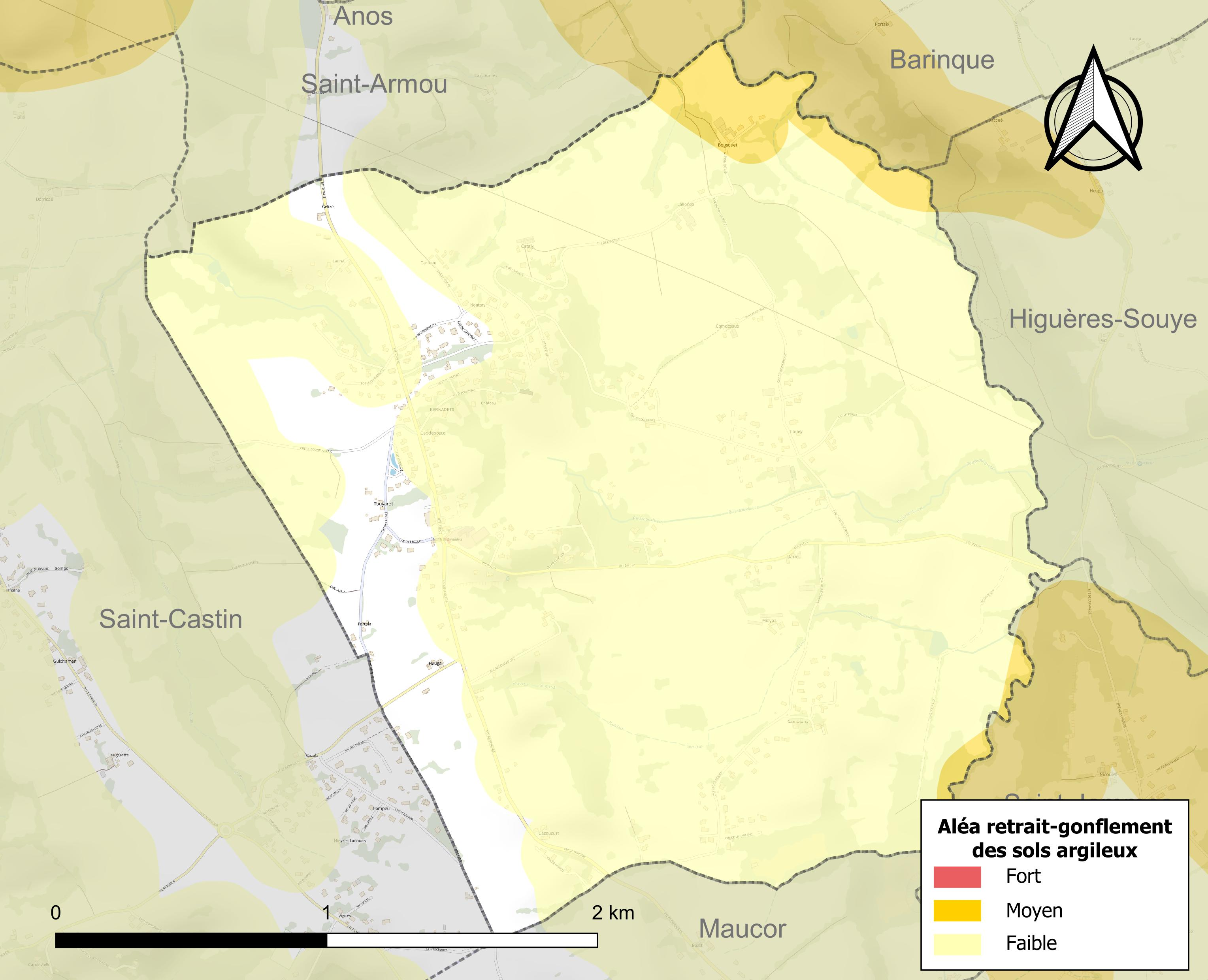
Carte des zones d'aléa retrait-gonflement des sols argileux de Bernadets.

Le retrait-gonflement des sols argileux est susceptible d'engendrer des dommages importants aux bâtiments en cas d’alternance de périodes de sécheresse et de pluie. 3,8 % de la superficie communale est en aléa moyen ou fort (59 % au niveau départemental et 48,5 % au niveau national). Depuis le 1er octobre 2020, en application de la loi ELAN, différentes contraintes s'imposent aux vendeurs, maîtres d'ouvrages ou constructeurs de biens situés dans une zone classée en aléa moyen ou fort,.

## Toponymie
Le toponyme Bernadets apparaît sous les formes 
Bernedet (vers 1030, cartulaire de l'abbaye de Saint-Pé), 
Bernadegs et Bernadegx (respectivement 1385 et 1402, censier de Béarn), 
Bernadetz (1538, réformation de Béarn) et 
Bernadets (fin XVIIIe siècle, carte de Cassini).
Pour Michel Grosclaude, le toponyme est constitué du gascon vern (« aulne ») et des suffixes -et (suffixe végétal latin -etam) et -ètz (suffixe locatif de type basque) pour donner « lieu où il y a des aulnes ».

## Histoire
Paul Raymond note qu'au XIe siècle, Bernadets dépendait de Saint-Castin et qu'en 1385 la commune comptait dix feux. Bernadets dépendait du bailliage de Pau, et le fief de cette paroisse était vassal de la vicomté de Béarn.
La commune faisait partie de l'archidiaconé de Vic-Bilh, qui dépendait de l'évêché de Lescar et dont Lembeye était le chef-lieu.

## Politique et administration
| Période                                  | Période   | Identité            | Étiquette | Qualité |
| ---------------------------------------- | --------- | ------------------- | --------- | ------- |
| juin 1995                                | mars 2008 | Jean Heuga          |           |         |
| mars 2008                                | juin 2013 | Gérard Soulier      |           |         |
| juillet 2013                             | 2020      | Yvan Debosse        |           |         |
| 2020                                     | en cours  | Jean-Paul Vidaillet |           |         |
| Les données manquantes sont à compléter. |           |                     |           |         |

### Intercommunalité
Bernadets fait partie de trois structures intercommunales :
- la communauté de communes du Nord-Est Béarn ;
- le syndicat d’énergie des Pyrénées-Atlantiques ;
- le syndicat intercommunal d’alimentation en eau potable Luy - Gabas - Léès ;

## Population et société

### Démographie
L'évolution du nombre d'habitants est connue à travers les recensements de la population effectués dans la commune depuis 1793. Pour les communes de moins de 10 000 habitants, une enquête de recensement portant sur toute la population est réalisée tous les cinq ans, les populations de référence des années intermédiaires étant quant à elles estimées par interpolation ou extrapolation. Pour la commune, le premier recensement exhaustif entrant dans le cadre du nouveau dispositif a été réalisé en 2006.

En 2022, la commune comptait 587 habitants, en évolution de +1,21 % par rapport à 2016 (Pyrénées-Atlantiques : +3,78 %, France hors Mayotte : +2,11 %).
| 1793 | 1800 | 1806 | 1821 | 1831 | 1836 | 1841 | 1846 | 1851 |
| ---- | ---- | ---- | ---- | ---- | ---- | ---- | ---- | ---- |
| 209  | 203  | 219  | 223  | 252  | 229  | 224  | 210  | 213  |

| 1856 | 1861 | 1866 | 1872 | 1876 | 1881 | 1886 | 1891 | 1896 |
| ---- | ---- | ---- | ---- | ---- | ---- | ---- | ---- | ---- |
| 199  | 204  | 210  | 215  | 189  | 207  | 192  | 193  | 176  |

| 1901 | 1906 | 1911 | 1921 | 1926 | 1931 | 1936 | 1946 | 1954 |
| ---- | ---- | ---- | ---- | ---- | ---- | ---- | ---- | ---- |
| 174  | 188  | 181  | 177  | 157  | 161  | 178  | 142  | 144  |

| 1962 | 1968 | 1975 | 1982 | 1990 | 1999 | 2006 | 2011 | 2016 |
| ---- | ---- | ---- | ---- | ---- | ---- | ---- | ---- | ---- |
| 149  | 136  | 185  | 303  | 534  | 519  | 505  | 561  | 580  |

| 2021 | 2022 | - | - | - | - | - | - | - |
| ---- | ---- | - | - | - | - | - | - | - |
| 587  | 587  | - | - | - | - | - | - | - |

Bernadets fait partie de l'aire d'attraction de Pau.

## Culture locale et patrimoine

### Lieux et monuments

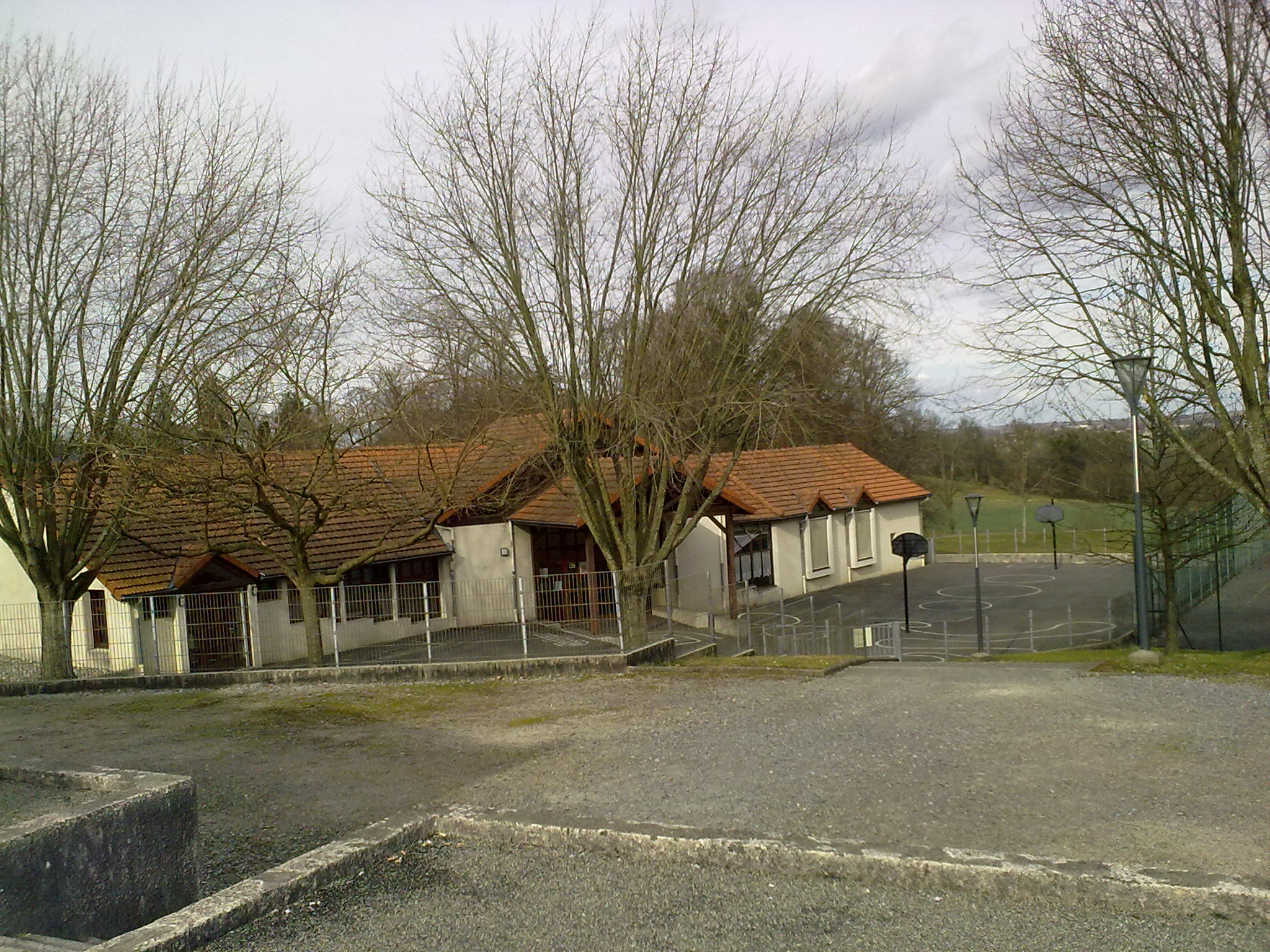
École de Bernadets.
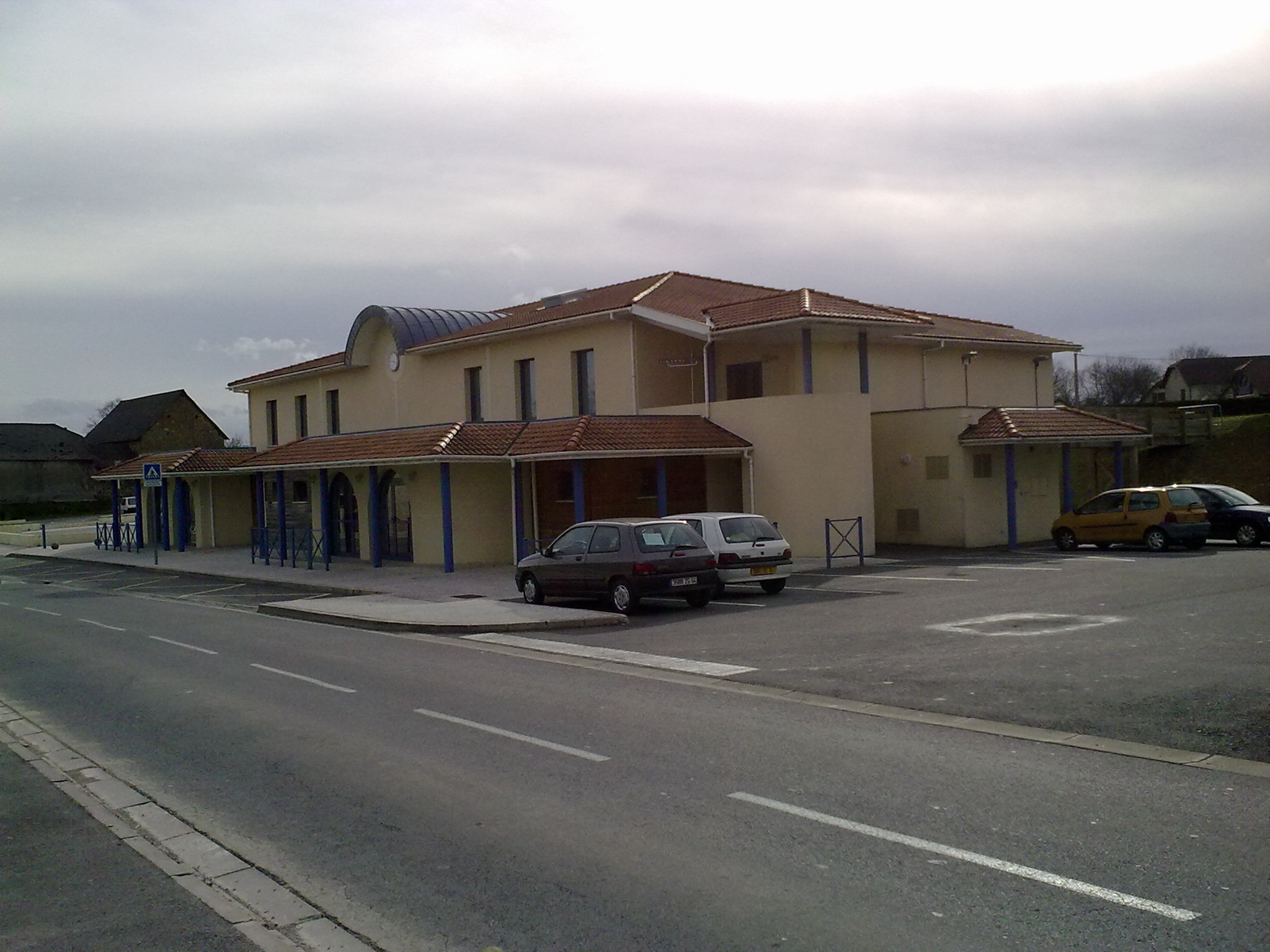
Salle polyvalente.
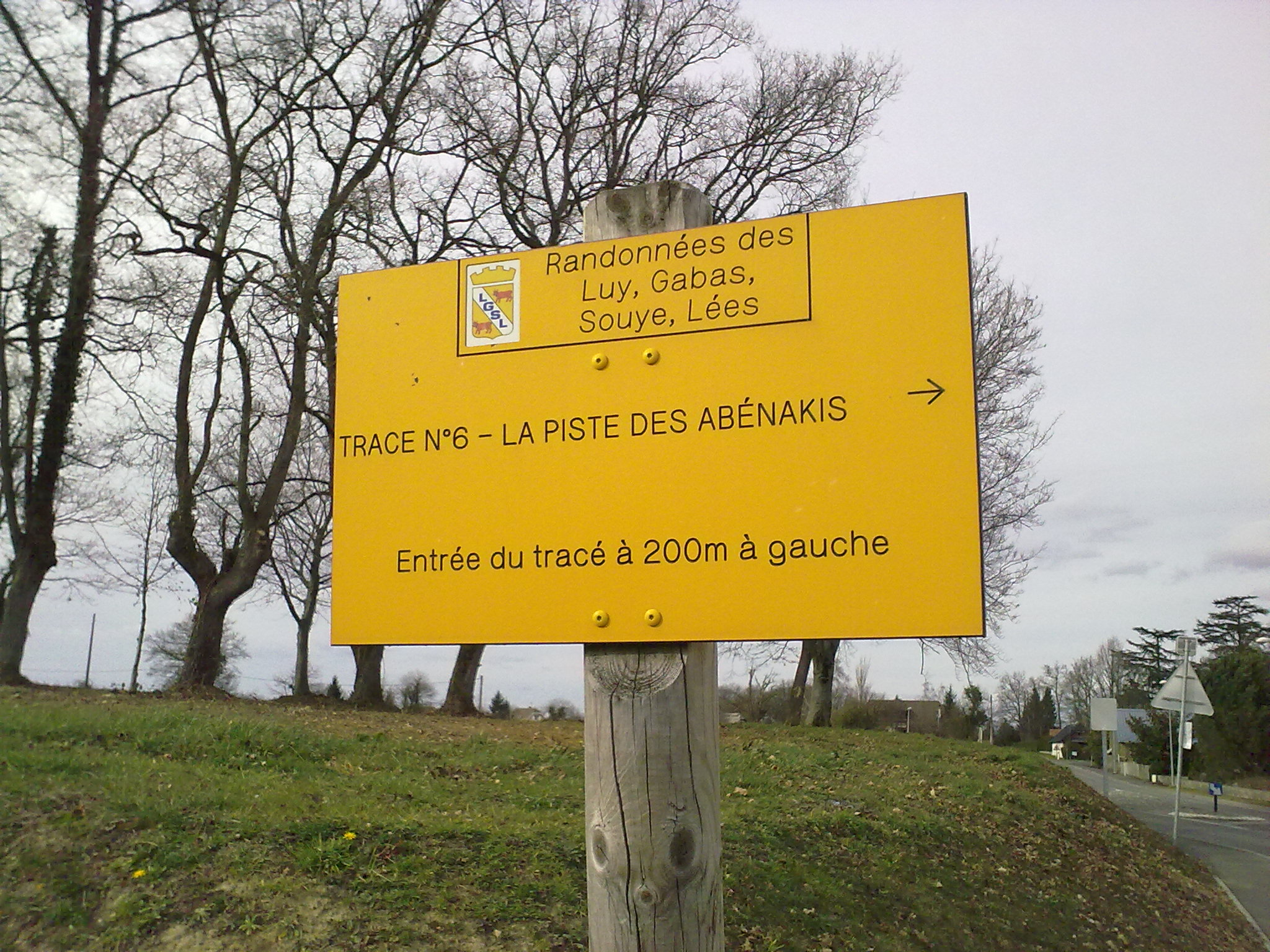
Randonnées passants par Bernadets.
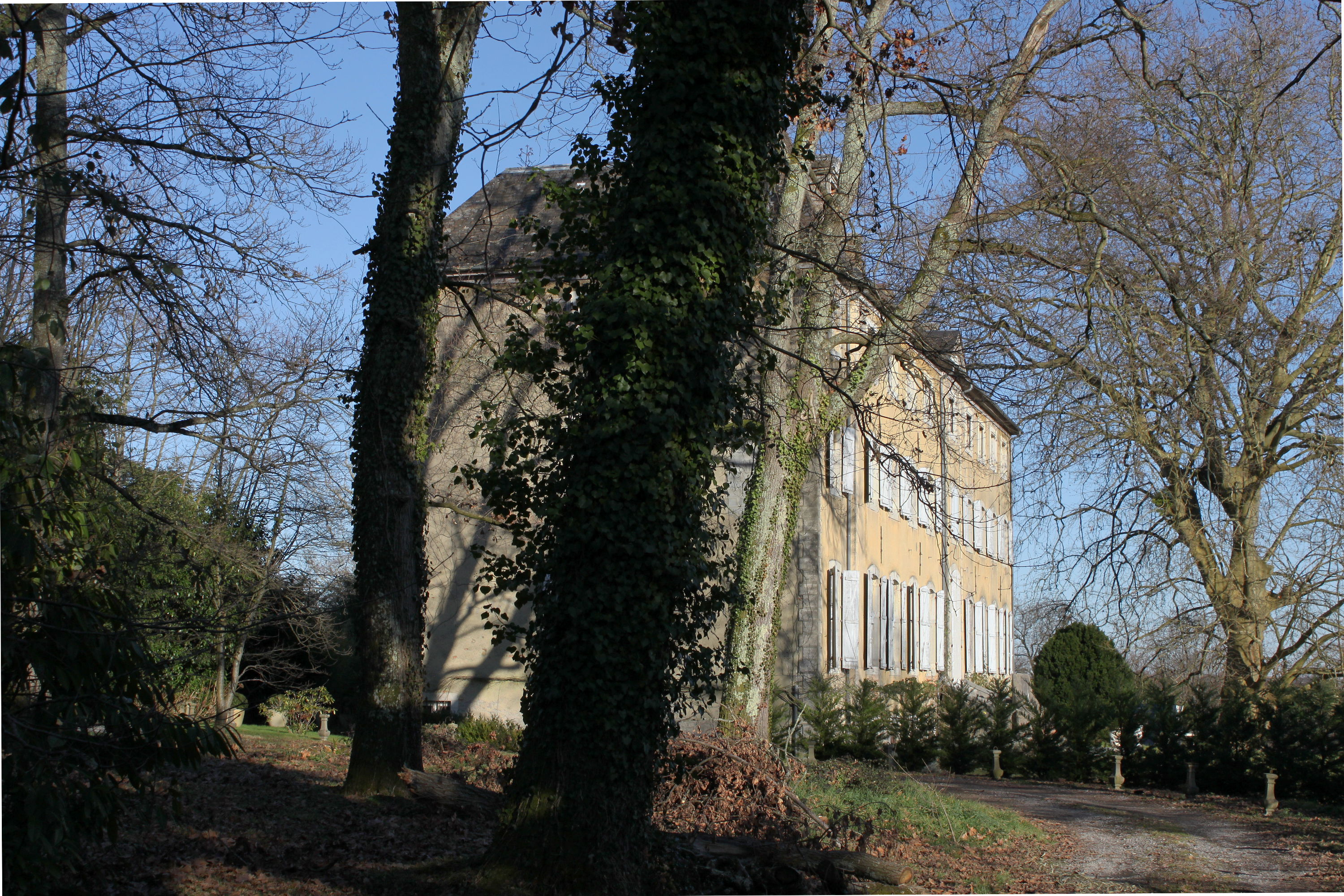
Le château de Bernadets.

#### Patrimoine civil
La commune présente un ensemble de demeures et de fermes,, des XVIIe et XVIIIe siècles, répertoriées à l'Inventaire général du patrimoine culturel.
Le château de Bernadets fut reconstruit à la fin du XVIIIe siècle. La chapelle est inscrite monument historique depuis 1999.

#### Patrimoine religieux
La chapelle du château fut édifiée en 1789 par le baron Pierre-Clément de Laussat. Elle sert à présent d'église paroissiale.

### Personnalités liées à la commune
Baron Pierre-Clément de Laussat, né le 23 novembre 1756 au château de Bernadets à Morlaàs et baptisé à l’église Saint-Martin à Pau, Pierre-Clément de Laussat est décédé en 1835 au château de Bernadets à Morlaàs, à l’âge de 79 ans. Il fut administrateur civil, préfet colonial et député.

### Héraldique
| Blason de Bernadets | Blason  | D'azur à une tour d'or, ajourée du champ et supportée de deux lions d'argent, surmontée de trois étoiles du même rangées en chef.              |
| Blason de Bernadets | Détails | Armes de la famille de Laussat, propriétaire du château de Bernadets du XVIIIe au XXe siècle. Le statut officiel du blason reste à déterminer. |

## Pour approfondir